# Municipio de Plumsted
El municipio de Plumsted (en inglés: Plumsted Township) es un municipio ubicado en el condado de Ocean  en el estado estadounidense de Nueva Jersey. En el año 2010 tenía una población de 8,421 habitantes y una densidad poblacional de 80.8 personas por km².

## Geografía
El municipio de Plumsted se encuentra ubicado en las coordenadas 39°43′5″N 74°30′1″O / 39.71806, -74.50028.

## Demografía
Según la Oficina del Censo en 2000 los ingresos medios por hogar en el municipio eran de $61,357 y los ingresos medios por familia eran $62,255. Los hombres tenían unos ingresos medios de $42,610 frente a los $34,355 para las mujeres. La renta per cápita para la localidad era de $22,433. Alrededor del 5% de la población estaba por debajo del umbral de pobreza.